# Dactylische pentameter
De dactylische pentameter is een versregel die (schijnbaar!) bestaat uit vijf versmaten. Deze kwam met name voor in het elegisch distichon, waarin hij steeds volgde op een dactylische hexameter. 
De benaming penta-meter (d.i. "vijf maten") is in feite foutief, en berust op een vergissing die reeds in de klassieke oudheid werd gemaakt. De pentameter bestaat in werkelijkheid uit twee halve verzen, met elk tweeënhalve (dactylische) maat. Daartussen ligt een cesuur, die altijd samenvalt met een woordgrens. In de eerste helft kunnen, net zoals bij de dactylische hexameter, twee korte lettergrepen vervangen worden door een lange lettergreep, waardoor de dactylus een spondee wordt. In de tweede helft kan dat niet: daar blijven de versvoeten altijd dactylisch.
Schematisch ziet de dactlylische pentameter er zo uit:
—∪∪ | —∪∪ | — || —∪∪ | —∪∪ | —
- Een dactylus wordt als volgt voorgesteld: —∪∪ (in de voorbeelden wordt deze vet gedrukt).
- Een dactylus die kan worden vervangen door een spondee wordt als volgt voorgesteld: —∪∪
- Een spondee wordt als volgt voorgesteld: — — (in de voorbeelden wordt deze cursief gedrukt).
- De maten worden van elkaar gescheiden door |.
- De twee delen van de pentameter worden gescheiden door || (de cesuur).

## Voorbeelden

### Catullus,carmen 72, 1-2
Dice|bas quon|dam so|lum te | nosse Ca|tullum,|

Lesbia|, nec prae | me || velle te|nere Io|vem.|

### Catullus,carmen 87, 1-2
Nulla pot|est muli|er tan|tum se | dicere a|mantem|

vere,| quantum a | me || Lesbia a|mata me|a est.|
(N.B.: In het tweede voorbeeld komt veel elisie voor.)